# Vaktmästare

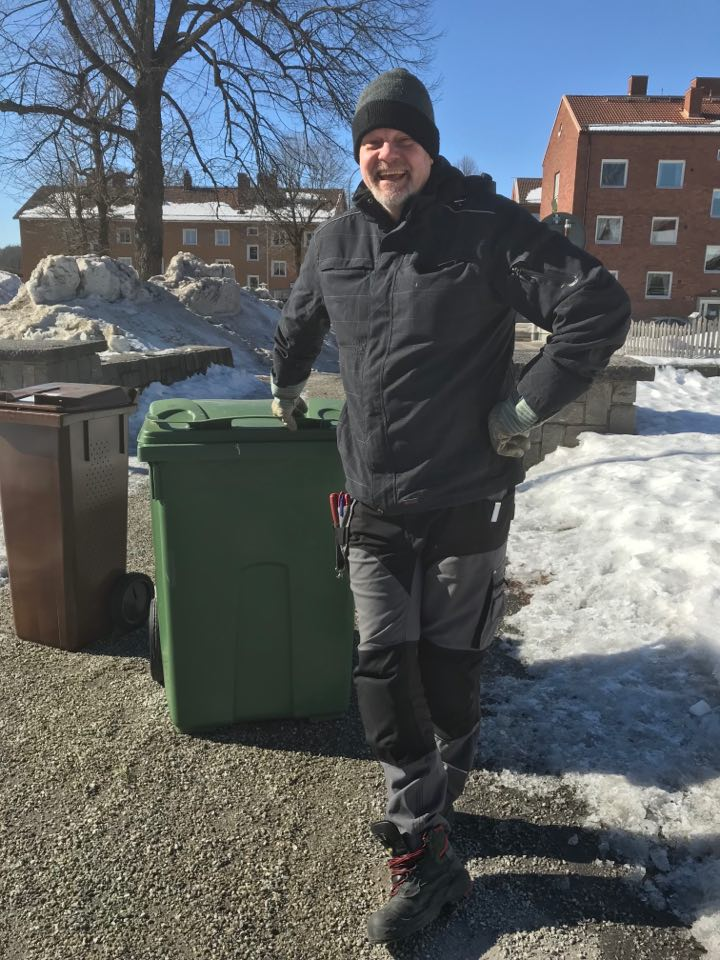
En skolvaktmästare.

Vaktmästare är ett serviceyrke som omfattar en mängd sysslor som skiljer sig åt beroende på arbetsplats, men ofta innebär olika former av skydds-, vård- och tillsynsuppgifter och ansvar för fastighetsservice. Vaktmästare förekommer på exempelvis företag, skolor, sjukhus, idrottsplatser eller myndigheter. Till arbetsuppgifterna hör vanligtvis att reparera och ta hand om fastigheter och dess inventarier, men kan även omfatta städning, hantering av larmsystem, skötsel av trädgård och fasad och skötsel av transporter.
Titeln hustekniker förekommer om man till exempel är anställd hos en statlig institution. För att bli vaktmästare krävs ofta erfarenhet från hantverksyrken liksom praktiska kunskaper inom fastighetsskötsel och skötsel av olika maskiner.
I äldre dagar kunde vaktmästare även ha vakthållande uppgifter.